# Cây tìm kiếm nhị phân
Cây tìm kiếm nhị phân (viết tắt tiếng Anh: BST - Binary Search Tree) là một cấu trúc dữ liệu rất thuận lợi cho bài toán tìm kiếm. Mỗi cây tìm kiếm nhị phân đều có tính chất sau: Với mỗi nút {\displaystyle x}, các nút ở cây con bên trái của {\displaystyle x} đều có giá trị key nhỏ hơn {\displaystyle x}: {\displaystyle y.key\leq x.key}, còn các nút ở cây con bên phải của {\displaystyle x} đều có key lớn hơn hoặc bằng {\displaystyle x}: {\displaystyle y.key\geq x.key}.

## Định nghĩa

Cây tìm kiếm nhị phân

Cây tìm kiếm ứng với n khóa {\displaystyle k_{1},k_{2},...k_{n}} là cây nhị phân mà mỗi nút đều được gán một khóa sao cho với mỗi mỗi nút k:
- Mọi khóa trên cây con trái đều nhỏ hơn khóa trên nút k
- Mọi khóa trên cây con phải đều lớn hơn khóa trên nút k

Cây tìm kiếm nhị phân là một cấu trúc dữ liệu cơ bản được sử dụng để xây dựng các cấu trúc dữ liệu trừu tượng hơn như các tập hợp, đa tập hợp, các dãy kết hợp.
Nếu một BST có chứa các giá trị giống nhau thì nó biểu diễn một đa tập hợp. Cây loại này sử dụng các bất đẳng thức không nghiêm ngặt. Mọi nút trong cây con trái có khóa nhỏ hơn khóa của nút cha, mọi nút trên cây con phải có nút lớn hơn hoặc bằng khóa của nút cha.
Nếu một BST không chứa các giá trị giống nhau thì nó biểu diễn một tập hợp đơn trị như trong lý thuyết tập hợp. Cây loại này sử dụng các bất đẳng thức nghiêm ngặt. Mọi nút trong cây con trái có khóa nhỏ hơn khóa của nút cha, mọi nút trên cây con phải có khóa lớn hơn khóa của nút cha.
Việc chọn đưa các giá trị bằng nhau vào cây con phải (hay trái) là tùy theo mỗi người. Một số người cũng đưa các giá trị bằng nhau vào cả hai phía, nhưng khi đó việc tìm kiếm trở nên phức tạp hơn.

## Các phép toán trên BST

### Tìm kiếm (Searching)
Việc tìm một khóa trên BST có thể thực hiện nhờ đệ quy. Chúng ta bắt đầu từ gốc. Nếu khóa cần tìm bằng khóa của gốc thì khóa đó trên cây, nếu khóa cần tìm nhỏ hơn khóa ở gốc, ta phải tìm nó trên cây con trái, nếu khóa cần tìm lớn hơn khóa ở gốc, ta phải tìm nó trên cây con phải. Nếu cây con (trái hoặc phải) là rỗng thì khóa cần tìm không có trên cây.
Mã giả:
```
   Search_binary_tree(node, key):
       if node is Null then 
           return None;  /* key not found */
       if key < node.key:
           return search binary_tree(node.left, key);
       else 
           if key > node.key
               return search_binary_tree(node.right, key)
           else  /* key is equal to node key */
               return node.value;  # found key
```

Mã Python:
```
 
def
 
search_binary_tree
(
node
,
 
key
):

     
if
 
node
 
is
 
None
:

         
return
 
None
  
# key not found

     
if
 
key
 
<
 
node
.
key
:

         
return
 
search_binary_tree
(
node
.
leftChild
,
 
key
)

     
elif
 
key
 
>
 
node
.
key
:

         
return
 
search_binary_tree
(
node
.
rightChild
,
 
key
)

     
else
:
  
# key is equal to node key

         
return
 
node
.
value
  
# found key

```

Thời gian tìm kiếm trung bình là {\displaystyle {\mathcal {O}}(n\log 2n)}, và là {\displaystyle {\mathcal {O}}(n)} khi cây là không cân bằng chỉ là một danh sách liên kết.

### Chèn (Insertion)
Phép chèn bắt đầu giống như phép tìm kiếm; Nếu khóa của gốc khác khóa cần chèn ta tìm nó trong cây con trái hoặc phải. Nếu cây con trái hoặc phải tương ứng là rỗng (không tìm thấy) thì thêm một nút và gán cho nút ấy khóa cần chèn.
Sau đây là mã trong C++:
```
    
void
 
InsertNode
(
struct
 
node
 
*&
treeNode
,
 
struct
 
node
 
*
newNode
)

    
{
 

        
//Inserts node pointered by "newNode" to the subtree started by "treeNode" 

        
if
 
(
treeNode
 
==
 
NULL
)

            
treeNode
 
=
 
newNode
;
 
//Only changes "node" when it is NULL

        
else
 
if
 
(
newNode
->
value
 
<
 
treeNode
->
value
)

            
InsertNode
(
treeNode
->
left
,
 
newNode
);

        
else

            
InsertNode
(
treeNode
->
right
,
 
newNode
);

    
}

```

Mã Python:
```
 
def
 
binary_tree_insert
(
node
,
 
key
,
 
value
):

     
if
 
node
 
is
 
None
:

         
return
 
TreeNode
(
None
,
 
key
,
 
value
,
 
None
)

 
     
if
 
key
 
==
 
node
.
key
:

         
return
 
TreeNode
(
node
.
left
,
 
key
,
 
value
,
 
node
.
right
)

     
if
 
key
 
<
 
node
.
key
:

         
return
 
TreeNode
(
binary_tree_insert
(
node
.
left
,
 
key
,
 
value
),
 
node
.
key
,
 
node
.
value
,
 
node
.
right
)

     
else
:

         
return
 
TreeNode
(
node
.
left
,
 
node
.
key
,
 
node
.
value
,
 
binary_tree_insert
(
node
.
right
,
 
key
,
 
value
))

```

### Xóa (Deletion)
Xét các trường hợp sau
- Xóa một lá: Vì lá không có con nên chỉ cần giải phóng nó khỏi cây.

- Xóa nút có một con: Xóa và thay thế nó bằng con duy nhất của nó.

- Xóa một nút có hai con: Xóa nút đó và thay thế nó bằng nút có khóa lớn nhất trong các khóa nhỏ hơn khóa của nó (được gọi là "nút tiền nhiệm" -nút cực phải của cây con trái) hoặc nút có khóa nhỏ nhất trong các khóa lớn hơn nó (được gọi là "nút kế vị" - nút cực trái của cây con phải)

Cũng có thể tìm nút tiền nhiệm hoặc nút kế vị đổi chỗ nó với nút cần xóa và sau đó xóa nó. Vì các nút kiểu này có ít hơn hai con nên việc xóa nó được quy về hai trường hợp trước.
Sau đây là mã C++
```
    
void
 
DeleteNode
(
struct
 
node
*&
 
node
)
 
{

        
if
 
(
node
->
left
 
==
 
NULL
)
 
{
 

            
struct
 
node
*
 
temp
 
=
 
node
;

            
node
 
=
 
node
->
right
;

            
delete
 
temp
;

        
}
 
else
 
if
 
(
node
->
right
 
==
 
NULL
)
 
{

            
struct
 
node
*
 
temp
 
=
 
node
;

            
node
 
=
 
node
->
left
;

            
delete
 
temp
;

        
}
 
else
 
{

            
// In-Order predecessor(right most child of left subtree) 

            
// Node has two children - get max of left subtree

    

            
struct
 
node
**
 
temp
 
=
 
&
(
node
->
left
);
 
// get left node of the original node

    

            
// find the right most child of the subtree of the left node

            
while
 
((
*
temp
)
->
right
 
!=
 
NULL
)
 
{

                
temp
 
=
 
&
((
*
temp
)
->
right
);

            
}

            

            
// copy the value from the right most child of left subtree to the original node

            
node
->
value
 
=
 
(
*
temp
)
->
value
;

    

            
// then delete the right most child of left subtree since it's value is''

            
// now in the original node

            
DeleteNode
(
*
temp
);

        
}

    
}

```

Mã python:
```
def
 
findMin
(
self
):

    
'''

    Finds the smallest element that is a child of *self*

    '''

    
current_node
 
=
 
self

    
while
 
current_node
.
left_child
:

        
current_node
 
=
 
current_node
.
left_child

    
return
 
current_node

def
 
replace_node_in_parent
(
self
,
 
new_value
=
None
):

    
'''

    Removes the reference to *self* from *self.parent* and replaces it with *new_value*.

    '''

    
if
 
self
 
==
 
self
.
parent
.
left_child
:

        
self
.
parent
.
left_child
 
=
 
new_value

    
else
:

        
self
.
parent
.
right_child
 
=
 
new_value

    
if
 
new_value
:

        
new_value
.
parent
 
=
 
self
.
parent

def
 
binary_tree_delete
(
self
,
 
key
):

    
if
 
key
 
<
 
self
.
key
:

        
self
.
left_child
.
binary_tree_delete
(
key
)

    
elif
 
key
 
>
 
self
.
key
:

        
self
.
right_child
.
binary_tree_delete
(
key
)

    
else
:
 
# delete the key here

        
if
 
self
.
left_child
 
and
 
self
.
right_child
:
 
# if both children are present

            
# get the smallest node that's bigger than *self*

            
successor
 
=
 
self
.
right_child
.
findMin
()

            
self
.
key
 
=
 
successor
.
key

            
# if *successor* has a child, replace it with that

            
# at this point, it can only have a *right_child*

            
# if it has no children, *right_child* will be "None"

            
successor
.
replace_node_in_parent
(
successor
.
right_child
)

        
elif
 
self
.
left_child
 
or
 
self
.
right_child
:
   
# if the node has only one child

            
if
 
self
.
left_child
:

                
self
.
replace_node_in_parent
(
self
.
left_child
)

            
else
:

                
self
.
replace_node_in_parent
(
self
.
right_child
)

        
else
:
 
# this node has no children

            
self
.
replace_node_in_parent
(
None
)

```

### Phép duyệt
Khi một cây tìm kiếm nhị phân được tạo ra, tất cả các nút có thể được duyệt theo thứ tự giữa nhờ duyệt đệ quy cây con bên trái, in nút đang duyệt, rồi duyệt đệ quy cây con bên phải, tiếp tục làm như vây với mỗi nút của cây trong quá trình đệ quy. Với mọi cây nhị phân, cây có thể được duyệt theo thứ tự trước hoặc theo thứ tự sau, cả hai cách đều hữu dụng với cây tìm kiếm nhị phân.
Đoạn mã cho duyệt theo thứ giữa được viết dưới đây với C:
```
 
void
 
traverse_binary_tree
(
struct
 
node
*
 
n
)

 
{

    
if
(
n
==
null
)
     
// Cây rỗng

        
return
 
NULL
;

    
else

        
{

            
traverse_binary_tree
(
n
->
left
);
     
// Duyệt cây con trái theo thứ tự giữa

            
printf
(
"%d"
,
n
.
key
);
                

            
traverse_binary_tree
(
n
->
right
);
    
// Duyệt cây con phải theo thứ tự giữa

        
}

 
}

```

Phép duyệt có độ phức tạp tính toán là {\displaystyle {\mathcal {O}}(n)}, vì nó phải duyệt qua tất cả các nút. Độ phức tạp trên cũng là {\displaystyle {\mathcal {O}}(n)}.

### Sắp xếp
Một cây tìm kiếm nhị phân có thể được sử dụng như một giải thuật sắp xếp đơn giản nhưng hiểu quả. Giống như heapsort, chúng ta chèn tất cả các giá trị chúng ta muốn sắp xếp vào một cây tìm kiếm nhị phân và in ra kết quả theo thứ tự
```
def
 
build_binary_tree
(
values
):

    
tree
 
=
 
None

    
for
 
v
 
in
 
values
:

        
tree
 
=
 
binary_tree_insert
(
tree
,
 
v
)

    
return
 
tree

def
 
get_inorder_traversal
(
root
):

    
'''

    Returns a list containing all the values in the tree, starting at *root*.

    Traverses the tree in-order(leftChild, root, rightChild).

    '''

    
result
 
=
 
[]

    
traverse_binary_tree
(
root
,
 
lambda
 
element
:
 
result
.
append
(
element
))

    
return
 
result

```

Trường hợp xấu nhất của build_binary_tree có độ phức tạp là {\displaystyle {\mathcal {O}}(n^{2})} — nếu nhập vào một dãy giá trị đã sắp xếp, cây nhị phân tạo thành sẽ không có các nút trái. Ví dụ, traverse_binary_tree([1, 2, 3, 4, 5]) tạo thành cây (1 (2 (3 (4 (5))))).
Có một vài cách để vượt qua trường hợp này với các cây nhị phân đơn giản; cách đơn giản nhất là cây tìm kiếm nhị phân tự cân bằng. Với thủ tục này được sử dụng với cây nhị phân tự cân bằng, trường hợp xấu nhất sẽ có độ phức tạp là {\displaystyle {\mathcal {O}}(n\log n)}.

## Mã giả bằng ngôn ngữ C
```
#include
 
<conio.h>

#include
 
<stdio.h>

#include
 
<malloc.h>

//Khai bao cay nhi phan

typedef
 
char
 
TData
;

typedef
 
struct
 
TNode
{

 
TData
  
Data
;

 
TNode
*
 
left
;

 
TNode
*
 
right
;

};

typedef
 
TNode
*
 
TTree
;

/*=== Tao cay rong ===*/

void
 
MakeNull_Tree
(
TTree
 
*
T
)

{

 
(
*
T
)
=
NULL
;

}

/*=== Kiem tra cay rong ===*/

int
 
EmptyTree
(
TTree
 
T
)

{

 
return
 
T
==
NULL
;

}

/*=== Xac dinh con trai ===*/

TTree
 
LeftChild
(
TTree
 
T
)

{

 
if
(
T
 
!=
 
NULL
)

	
return
 
T
->
left
;

 
else
   
return
 
NULL
;

}

/*=== Xac dinh con phai ===*/

TTree
 
RightChild
(
TTree
 
T
)

{

 
if
(
T
 
!=
 
NULL
)

	
return
 
T
->
right
;

 
else
   
return
 
NULL
;

}

/*=== Xac dinh nut la ===*/

int
 
isLeaf
(
TTree
 
T
)

{

  
if
((
T
 
!=
 
NULL
)
 
&&
 
(
T
->
left
 
==
 
NULL
)
 
&&
 
(
T
->
right
 
==
 
NULL
))

	
return
 
1
;

  
else
  
return
 
NULL
;

}

/*=== Xac dinh so nut cua cay ===*/

int
 
nb_nodes
(
TTree
 
T
)

{

 
if
(
EmptyTree
(
T
))

	
return
 
0
;

 
else
   
return
 
nb_nodes
(
T
->
left
)
+
nb_nodes
(
T
->
right
)
+
1
;

}

// Ham xac dinh gia tri lon nhat trong hai so nguyen

int
 
max
(
int
 
value1
,
int
 
value2
)

{

	
return
 
((
value1
 
>
 
value2
)
 
?
 
value1
:
 
value2
);
    
//xac dinh gia tri lon nhat trong 2 gia tri so nguyen

}

// Ham xac dinh chieu cao cua cay

int
 
TreeHeight
(
TTree
 
T
)

{

	
int
 
height
=
0
;

	
if
 
(
!
EmptyTree
(
T
))

	
{

		
if
 
(
isLeaf
(
T
))

		
return
 
0
;

		
else

		
height
 
=
 
max
(
TreeHeight
(
LeftChild
(
T
)),
TreeHeight
(
RightChild
(
T
)))
+
1
;

	
}

	
return
 
height
;

}

// Ham xac dinh so nut la tren cay

int
 
nb_leaf
(
TTree
 
T
)

{

	
int
 
leaf
=
0
;

	
if
(
!
EmptyTree
(
T
))

	
{

		
if
 
(
isLeaf
(
T
))

		  
leaf
++
;

		
else

		
leaf
 
=
 
nb_leaf
(
LeftChild
(
T
))
+
nb_leaf
(
RightChild
(
T
));

	
};

	
return
 
leaf
;

}

/*=== Tao cay moi tu hai cay co san ===*/

TTree
 
Create2
(
TData
 
v
,
TTree
 
left
,
TTree
 
right
)

{

  
TTree
 
N
;
 
// Khai bao 1 cay moi

  
N
       
=
 
(
TNode
*
)
malloc
(
sizeof
(
TNode
));
 
//Cap phat vung nho cho nut N

  
N
->
Data
 
=
 
v
;
 
// Nhan cua nut N la v

  
N
->
left
 
=
 
left
;
 
//Con trai cua N la cay left

  
N
->
right
 
=
 
right
;
 
//Con phai cua N la cay right

  
return
 
N
;

}

/*=== Duyet cay nhi phan ===*/

//Duyet tien tu

void
 
NLR
(
TTree
 
T
)

{

  
if
(
!
EmptyTree
(
T
))

  
{

   
printf
(
" %c"
,
T
->
Data
);
 
//Xu ly nut

   
NLR
(
LeftChild
(
T
));
 
//Duyet tien tu con trai

   
NLR
(
RightChild
(
T
));
 
//Duyet tien tu con phai

  
}

}

//Duyet trung tu

void
 
LNR
(
TTree
 
T
)

{

 
if
(
!
EmptyTree
(
T
))

 
{

  
LNR
(
LeftChild
(
T
));
 
//Duyet trung tu con trai

  
printf
(
" %c"
,
T
->
Data
);
//Xu ly nut

  
LNR
(
RightChild
(
T
));
//Duyet trung tu con phai

  
}

}

//Duyet hau tu

void
 
LRN
(
TTree
 
T
)

{

 
if
(
!
EmptyTree
(
T
))

 
{

  
LRN
(
LeftChild
(
T
));
 
//Duyet hau tu con trai

  
LRN
(
RightChild
(
T
));
//Duyet hau tu con phai

  
printf
(
" %c"
,
T
->
Data
);
//Xu ly nut

  
}

}

```

## Các loại cây tìm kiếm nhị phân
Có rất nhiều loại cây tìm kiếm nhị phân. cây AVL và cây đỏ đen đều là các dạng của cây tìm kiếm nhị phân tự cân bằng. () là một cây nhị phân có thể tự đẩy các phần mới vào gần nút gốc. Trong một treap ("cây heap"), mỗi nút có một sự ưu tiên (priority) và các nút cha có sự ưu tiên cao hơn các nút con của chúng.